# Hightsville
Hightsville è un census-designated place (CDP) degli Stati Uniti d'America, situato nello stato della Carolina del Nord, nella contea di New Hanover. Secondo il censimento del 2020 gli abitanti di Hightsville ammontavano a 710.